# CDV Software Entertainment
CDV Software Entertainment AG è stata una casa editrice di videogiochi tedesca, specializzata in videogiochi di strategia per PC.

## Storia
È stata fondata nel 1989 a Karlsruhe da Wolfgang Gäbler e Christina Oppermann. Nell'aprile del 2000 venne quotata alla Borsa di Francoforte e nel 2010 chiude per insolvenza.

## Prodotti
I più importanti prodotti della CDV sono:
- Beyond Divinity
- Breed
- Cossacks: European Wars
- Cossacks 2
- American Conquest
- Divine Divinity
- Sudden Strike
- Blitzkrieg
- Lula: The Sexy Empire
- Codename: Panzers Phase I
- Codename: Panzers Phase II
- Darkstar One
- War Front: Turning Point